# Servizio per le tossicodipendenze
I Servizi per le Tossicodipendenze (SerT), o Servizi per le Dipendenze patologiche (SerD), sono i servizi pubblici, nell'ambito del Servizio sanitario nazionale italiano (SSN), dedicati alla cura, alla prevenzione e alla riabilitazione delle persone che hanno problemi conseguenti al disturbo da uso di sostanze, al disturbo da uso di alcol, al tabagismo e alle dipendenze comportamentali, come il disturbo da gioco d'azzardo.

## Caratteristiche
Nei SerT operano professionisti qualificati e specializzati nella dipendenza come medici, infermieri, sociologi, educatori socio sanitari, educatori socio pedagogico, assistenti sanitari, assistenti sociali, psicologi e personale OTA (Operatore Tecnico per l'Assistenza).
I servizi offerti non sono a pagamento. Chi si rivolge è tenuto a fornire i propri dati anagrafici poiché potrebbero essere dispensati farmaci considerati dalle leggi italiane come stupefacenti (buprenorfina, metadone, γ-idrossibutirrato). Al momento della dispensazione viene rilasciato un certificato, in forma di etichetta autoadesiva o cartacea, che consente il possesso della molecola per fini terapeutici. Alcune strutture ricorrono al riconoscimento del paziente, del medico prescrivente e del dispensatore del farmaco tramite un codice identificativo. Tutti gli operatori sono tenuti al segreto professionale.

## Servizi offerti
I SerT attuano interventi di informazione, prevenzione, riduzione del danno, sostegno, orientamento, e cura delle dipendenze sia dei pazienti che dei loro congiunti.
Nello specifico, accertano lo stato di salute psicofisica del soggetto, definendo programmi terapeutici individuali da realizzare direttamente o in convenzione con strutture di recupero sociale, e valutano periodicamente l'andamento e i risultati del trattamento e dei programmi di intervento sui singoli tossicodipendenti in riferimento agli aspetti di carattere clinico, psicologico e sociale.

## Carenze di personale
Secondo il rapporto OISED 2024, il tasso di personale in rapporto agli utenti in carico ai SerD per la dipendenza da stupefacenti è circa il 30% in meno rispetto a quello operante nei servizi di alcologia (4,7 vs 7,2 ogni 100 utenti in carico rispettivamente).
In cinque anni, tra il 2018 e il 2023 (ultimo anno della serie storica) il personale dei SerD si è ridotto di 252 unità.
Per centrare gli standard previsti dal Decreto ministeriale 77/2022 di applicazione del PNRR per il riordino dell’assistenza territoriale, mancano all'appello circa duemila unità di personale fra collaboratori amministrativi, infermieri, medici, psicologi e assistenti sociali.